# Tennistoernooi van Båstad 2015
Het tennistoernooi van Båstad van 2015 werd van 13 tot en met 26 juli 2015 gespeeld op de gravelbanen van het Båstad Tennisstadion in de Zweedse plaats Båstad. De officiële naam van het toernooi was Swedish Open.
Het toernooi bestond uit twee delen:
- WTA-toernooi van Båstad 2015, het toernooi voor de vrouwen (13–19 juli)
- ATP-toernooi van Båstad 2015, het toernooi voor de mannen (20–26 juli)

ATP-toernooi van Båstad‎ – WTA-toernooi van Båstad

2009 · 2010 · 2011 · 2012 · 2013 · 2014 · 2015 · 2016 · 2017 · 2018 · 2019 · 2020 · 2021 · 2022 · 2023 · 2024